# Fritz Joubert Duquesne

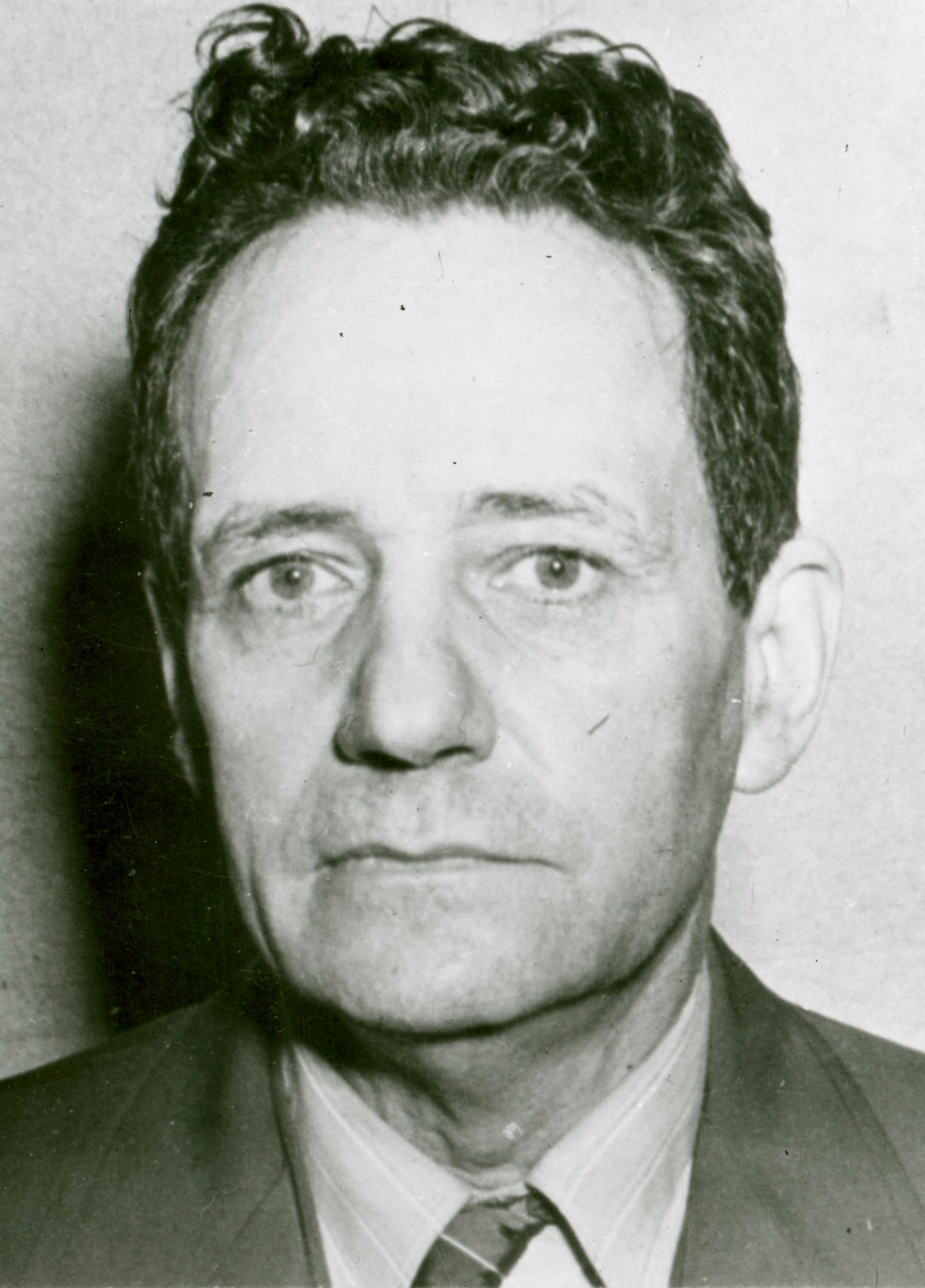
Frederick „Fritz“ Joubert Duquesne, Foto des FBI

Frederick „Fritz“ Joubert Duquesne (* 21. September 1877; † 24. Mai 1956) war ein deutscher Spion im Ersten Weltkrieg und Zweiten Weltkrieg und Anführer des Duquesne-Spionagerings. Er wurde bekannt als Der Mann, der Kitchener tötete (The man who killed Kitchener).

## Leben
Fritz Joubert Duquesne wurde 1877 in der Kapkolonie, Südafrika, geboren, wo er im Zweiten Burenkrieg als Hauptmann diente. Später zog er in die Vereinigten Staaten, deren Staatsbürgerschaft er 1913 erhielt.
Laut eigener späterer Darstellung war er 1916 verantwortlich für den Untergang der HMS Hampshire. Diese sollte den britischen Kriegsminister Herbert Kitchener, 1. Earl Kitchener nach Nordrussland bringen, von wo er zu Verhandlungen nach Sankt Petersburg weiterreisen wollte. Dafür soll Duquesne von den Deutschen das Eiserne Kreuz erhalten haben, da Duquesne zu dieser Zeit ein deutscher Spion war. Duquesne behauptete, unter der falschen Identität eines russischen Adligen in Schottland dem Schiff zugestiegen zu sein und einem wartenden deutschen U-Boot ein Signal gegeben zu haben, das daraufhin die Hampshire torpediert habe. Er selbst habe sich auf ein Rettungsboot gerettet und sei dann von dem U-Boot aufgenommen worden.
Duquesne war in den Versicherungsbetrug verwickelt, der ein Feuer an Bord des britischen Dampfschiffs Tennyson umfasste. Als er am 17. November 1917 verhaftet wurde, war er im Besitz einer großen Sammlung von Zeitungsausschnitten über Bombenexplosionen auf Schiffen sowie eines Briefs des stellvertretenden deutschen Vizekonsuls in Managua, Nicaragua. Der Brief beinhaltete unter anderem folgenden Satz: „Hauptmann Duquesne war einer, der dem deutschen Zweck beträchtliche Dienste erwies.“ Duquesne wurde auch dazu angewiesen, den amerikanischen Chief of Scouts for the British Army, Frederick Russell Burnham zu eliminieren, was ihm jedoch misslang. Ab Februar 1940 leitete Duquesne ein Geschäft, welches unter dem Namen Air Terminals Company in New York City angesiedelt war.

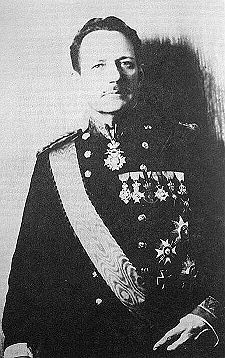
Hauptmann Duquesne

Im 2. Weltkrieg führte Duquesne den Duquesne-Spionagering. Der Ring bestand aus einem Netzwerk von 33 deutschen Spionen. In Schlüsselfunktionen angestellt, sollten die Agenten des Rings vor allem Informationen beschaffen, die im Kriegsfall nützlich sein könnten. Aber auch Sabotageakte sollten verübt werden. Zum Beispiel eröffnete eine Person ein Restaurant, um Informationen über ihre Kunden zu beschaffen; ein anderer arbeitete bei einer Luftfahrtgesellschaft, um über den alliierten Schiffsverkehr im Atlantischen Ozean zu berichten. Es handelte sich um den größten Spionagefall in der Geschichte der Vereinigten Staaten, der in Verurteilungen endete. 
Nach langwierigen Ermittlungen, und mit Hilfe des amerikanischen Doppelagenten William G. Sebold, konnten am 29. Juni 1941 alle Spione vom Federal Bureau of Investigation (FBI) verhaftet werden. Sebold hatte per Brief Kontakt mit Duquesne aufgenommen, woraufhin man sich in Duquesnes Büro traf. Während ihres ersten Treffens war Duquesne stark besorgt über mögliche Abhörvorrichtungen und er gab Sebold eine Notiz, die angab sich woanders zu treffen. Als die beiden sich daraufhin in einem Automatenrestaurant wiedertrafen, tauschten sie Informationen über Mitglieder des deutschen Spionagenetzwerkes aus, mit denen sie in Kontakt standen. Während weiterer Treffen (die in Sebolds Büro wurden alle von FBI-Agenten aufgezeichnet) versorgte Duquesne Sebold mit Informationen, die er an Deutschland schicken sollte. Duquesne, der einen regelrechten Hass auf Großbritannien hatte, überbrachte Informationen über Technologien, die in der nationalen Verteidigung Amerikas Anwendung fanden, und über den Schiffsverkehr an britischen Häfen. Für seine Dienste erhielt er regelmäßig Zahlungen aus Deutschland. Bei einer Gelegenheit gab er Sebold Fotografien und Spezifikationen über einen neuen Bombentyp, welche in den Vereinigten Staaten produziert wurde. Er behauptete, sich das Material bei einem Einbruch in das DuPont-Werk in Wilmington, Delaware, beschafft zu haben. Duquesne beschrieb auch, wie man Feuer in industriellen Anlagen legen könne. Viele dieser Informationen sammelte er im Schriftverkehr mit industriellen Konzernen. In einem Brief an den Chemical Warfare Service in Washington, D.C. forderte Duquesne Informationen über eine neue Gasmaske an, in dem er sich als „bekannter, verantwortungsvoller und seriöser Schriftsteller und Dozent“ ausgab. Am Ende des Briefs schrieb er: „Machen Sie sich keine Sorgen, wenn diese Informationen vertraulich sein sollten, da sie in den Händen eines guten, patriotischen Bürgers sein werden.“ Kurze Zeit später trafen die angeforderten Informationen per Post ein und eine Woche später wurden sie von Geheimdienstoffizieren in Berlin gelesen. Letztendlich wurde Duquesne vor ein Gericht gestellt und verurteilt. Er wurde wegen seiner Spionagetätigkeit zu 18 Jahren Gefängnis verurteilt sowie zu einer zusätzlichen, zweijährigen Gefängnisstrafe und einer Zahlung von 2.000 US$ für Verletzungen des Foreign Agents Registration Act (FARA). Duquesne saß seine Strafe im Bundesgefängnis Leavenworth, Kansas ab, wo er von seinen Mithäftlingen misshandelt und geschlagen wurde. Er wurde 1954, nachdem er 14 Jahre abgesessen hatte, wegen schlechter Verfassung entlassen und starb mittellos am 24. Mai 1956 im Stadtkrankenhaus auf Welfare Island (heute Roosevelt Island) im Alter von 78 Jahren.